# 马塞尔·席勒
马塞尔·席勒（德語：Marcel Schiller，1991年8月15日—），德国男子手球运动员。他曾代表德国国家队参加2020年夏季奥林匹克运动会男子手球比赛，结果队伍获得第六名。